# Костарикански колон
Костариканският колон (на испански: colón costarricense) е валутата на Коста Рика. Той е кръстен на Христофор Колумб, известен като Кристиобал Колон на испански.

## История
Колонът е въведен през 1896 г., заменяйки костариканското песо. Той се разделя на 100 центима, въпреки че между 1917 и 1919 г. се издават монети, използващи името сентаво.

## Монети
През 1897 г. са издадени златни 2, 5, 10 и 20 колона. По-късно през 1903 г. са издадени сребърни 50 центима и купро-никелови 2 центима. 5 и 10 центима са с инициали G.C.R. (Gobierno de Costa Rica), защото те са издадени от правителството. Правителството възобновява издаването на монети през 1920 г., като прави монети от 5 и 10 центима с инициалите G.C.R. Сребърни монети от 25 центима са направени през 1925 г. Последните монети, издадени от правителството, са месингови монети от 10 центима през 1941 година. През 1935 г. Международната банка на Коста Рика (Banco Internacional de Costa Rica) емитира купро-никелови монети от 25 и 50 центима и 1 колона. Те са с инициалите B.I.C.R. Националната банка прави 25 и 50 центимонети през 1937 г., както и 1 колон. Тези монети са с инициалите B.N.C.R. Монети от 5 и 10 центима са направени през 1942 г. Настоящите монети са от 5, 10, 25, 50, 100 и 500 колона.

## Банкноти
Централната банка на Коста Рика започва да издава хартиени банкноти през 1950 г. с купюри от 5, 10, 20, 50 и 100 колона. Редовното издаване на банкноти започва през 1951 г., но през 1967 г. е направено второ временно издаване на 2 банкноти. През 1958 г. са пуснати в обращение нови 1000 колона, последвани от 500 колона през 1973 г., 5000 колона през 1992 и 2000 г. и 10 000 колона през 1997 г.